# Oecetis parallela
Oecetis parallela là một loài Trichoptera trong họ Leptoceridae. Chúng phân bố ở miền Australasia.